# Глодоська волость
Глодоська волость — історична адміністративно-територіальна одиниця Єлизаветградського повіту Херсонської губернії.
Станом на 1886 рік складалася єдиного поселення та єдиної сільської громади. Населення — 5343 особи (2707 чоловічої статі та 2636 — жіночої), 351 дворове господарство.
|                     | Площа, десятин | У тому числі орної, дес. |
| ------------------- | -------------- | ------------------------ |
| Сільських громад    | 12094          | 7258                     |
| Приватної власності | —              | —                        |
| Казенної власності  | —              | —                        |
| Іншої власності     | 99             | 60                       |
| Загалом             | 12193          | 9803                     |

Поселення волості:
- Глодоси — містечко при річці Сухий Ташлик за 75 верст від повітового міста, 5343 особи, 1116 дворів, 2 православні церкви, школа, 2 лавки, базари по п'ятницях.